# Adolf Friedrich Hesse
Adolf Friedrich Hesse (Breslau, Polònia; 30 d'agost de 1809 – 5 d'agost de 1863) fou un organista i compositor alemany.
Va rebre la seva educació en la seva ciutat nadiua sota la direcció dels organistes Berner i Köehler. Ja el 1827 fou nomenat segon organista de l'església de Santa Isabel de la seva ciutat natal, i des de 1831 fins a la seva mort fou el primer organista de la parròquia de Sant Bernardí.
Feu un gran nombre de viatges no tan sols per Alemanya, sinó també per França, capital en la qual, el 1844, se l'invità per estrenar l'orgue de l'església de Sant Eustaqui. Hesse fou tan bon professor com a director, tenint entre els seus alumnes Gustav Vogt (pianista) alemany.
Entre les seves obres (simfonies, obertures, música de cambra, etc.) les que tingueren més gran acceptació foren les primeres, però on més va brillar fou en les composicions per a orgue.